# Kelubia Ekoemeye
Kelubia Martin Ekoemeye (* 29. August 1980 in Würzburg) ist ein ehemaliger deutscher Basketballspieler.

## Laufbahn
Ekoemeye wechselte 2000 von der DJK Würzburg zum Zweitligisten SpVgg Rattelsdorf und 2001 nach Würzburg zurück. Er gab während der Spielzeit 2001/02 im Hemd von DJK Würzburg seinen Einstand in der Basketball-Bundesliga. Bis 2004 gehörte er zum Bundesliga-Aufgebot der Würzburger, blieb aber stets Ergänzungsspieler. Der 1,98 Meter große Flügelspieler bestritt 47 Begegnungen in der höchsten deutschen Spielklasse und verbuchte zudem einige Einsätze im Europapokal. 2003 nahm er mit der deutschen Studierendennationalmannschaft an der Universiade teil.
Im Spieljahr 2004/05 stand er beim Zweitligisten TSV Nördlingen unter Vertrag, kehrte dann nach Würzburg zurück, wo er zunächst für TSK Würzburg in der 2. Basketball-Bundesliga, dann für den SC Heuchelhof in der 2. Regionalliga, dann für die TG Würzburg (ebenfalls 2. Regionalliga) und die SCH Würzburg Baskets (damals 1. Regionalliga) auflief. Während der Saison 2011/12 zählte Ekoemeye zum Aufgebot der zweiten Herrenmannschaft des FC Bayern München in der 2. Regionalliga, zwischen 2012 und 2014 gehörte er zum Kader der Dragons Rhöndorf (2. Bundesliga ProB).
Er absolvierte ein Lehramtsstudium in Englisch und Geschichte und arbeitete bereits während seiner Basketballkarriere als Fotomodell und Fotograf.